# Relazioni bilaterali tra Italia e Malaysia
Le relazioni bilaterali tra Italia e Malaysia fanno riferimento ai rapporti diplomatici fra la Repubblica Italiana e la Malaysia. L'Italia ha un'ambasciata a Kuala Lumpur, la Malaysia ha un'ambasciata a Roma.

## Relazioni economiche
L'Italia è il quinto maggior partner commerciale della Malaysia, tra i membri dell'UE. Dal marzo 2009 l'Italia ha investito circa 871.9 milioni di ringgit malesi. Nei primi quattro mesi del 2009, il valore totale dei commerci tra i due paesi era di 2.033 miliardi di ringgit malesi, di cui 875.3 milioni di esportazioni malesi in Italia e 1.158 miliardi di esportazioni italiane in Malaysia. Alcune tra le maggiori compagnie malesi operano anche in Italia, tra tutte la Petronas, compagnia petrolifera.

## Per saperne di più
- Vicenza looks to Malaysia: a collaboration agreement made between Confindustria Vicenza and the Italian Malaysian Business Association. The agreement, which aims to strengthen the bilateral relations between Italy and Malaysia, was signed by Roberto Zuccato, President of Vicenza's manufacturers, and by Massimo Giannelli, President of IMBA. Confindustria Vicenza